# Isabella Castillo

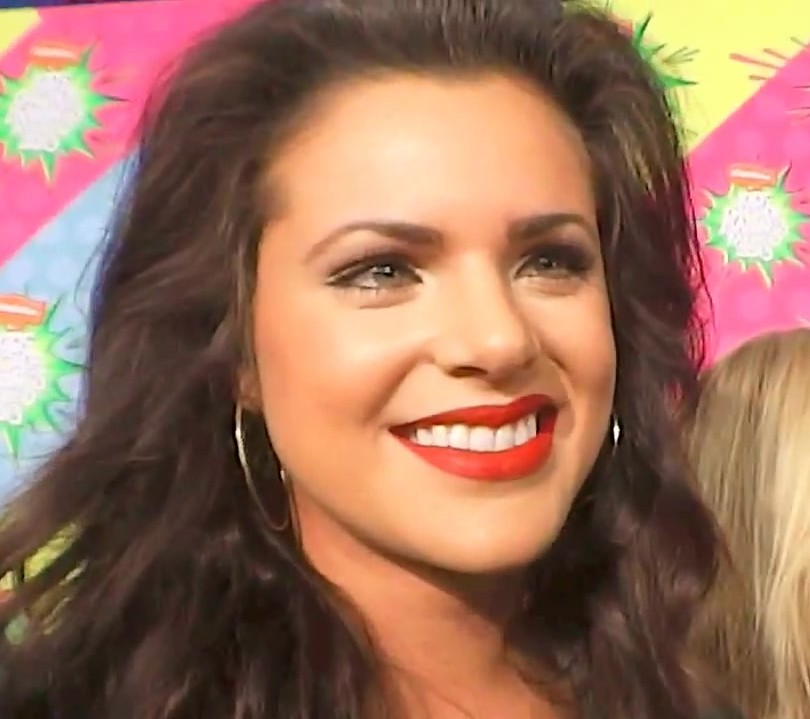
Isabella Castillo bei den Kids’ Choice Awards Mexiko (2013)

Isabella Castillo Díaz (* 23. Dezember 1994 in Havanna) ist eine kubanische Schauspielerin und Sängerin. Sie wurde durch ihre Rolle als Graciela „Grachi“ Alonso in der Serie Grachi bekannt.

## Karriere
Isabella Castillo wurde am 23. Dezember 1994 als Tochter der Sängerin Delia Díaz de Villegas und des Schlagzeugers José Castillo geboren. Sie hat eine ältere Schwester, Giselle, die Pianistin und Musiklehrerin ist. Im Jahr 1997 wanderten Castillo und ihre Familie nach Belize aus und zogen wenige Monate später nach Miami. Im Alter von fünf Jahren sang Castillo erstmals auf einer Bühne bei einem Konzert ihrer Mutter. Von dem Moment an nahm sie Tanz-, Gesangs- und Schauspielunterricht. Sie studierte Musik im Musical Procenter und gewann vier Mal den Grand Prize beim Youth Fair der Florida International University. Am 26. März 2005 belegte Castillo den ersten Platz als am meisten versprechende Sängerin im Kindesalter beim USA World Showcase. Des Weiteren nahm sie am Musical Fantasia en Disney im Manuel-Artime-Theater in Miami am 15. Juli 2005 und bei einem Talentwettbewerb in Los Angeles teil. Sie sang zudem bei einem von der israelischen Botschaft organisierten Konzert für kubanische Bewohner der Vereinigten Staaten. Im Jahr 2007 gewann sie den Magnet-Outstanding-Performance-Preis an der South Miami Middle Community School und wurde zur Ehrung des neugewählten Präsidenten Israels, Shimon Peres eingeladen. Im gleichen Jahr begann sie einen intensiven Schauspielkurs gemeinsam mit der kubanischen Schauspielerin Lili Rentería, in welchem sie sich für das Casting zum Musical El diario de Ana Frank – Un canto a la vida in Madrid vorbereitete. Nach drei Runden der Castings bekam sie die Hauptrolle in dem Musical. Es wurde erstmals am 28. Februar 2008 aufgeführt und Castillo gewann den Gran-Via-Preis als beste Neuentdeckung in einem Musical.
Zurück in den Vereinigten Staaten im Jahr 2009 begann Castillo ihre Schauspielkarriere in der Rolle des siebzehnjährigen Mädchens Andrea Girón in der Telenovela El Fantasma de Elena, welche von Telemundo produziert wurde.
Nachdem die Serie zu einem Ende gekommen war, erhielt Castillo die Rolle der Grachi in der gleichnamigen Serie von Nickelodeon Lateinamerika. Anschließend spielte Castillo im Musical Grachi: El show en vivo mit. Mit der Serie gewann Castillo 2011 und 2012 den Preis der Lieblingsschauspielerin bei den Kids’ Choice Awards Mexiko, den Kids’ Choice Awards Argentinien und den Meus Prêmios Nick.
Am 21. Februar 2013 unterschrieb Castillo einem Plattenvertrag bei Warner Music Latina, woraufhin sie ihr erstes Album Soñar no Cuesta Nada am 23. April 2013 veröffentlichte. Im März 2013 gewann sie zum zweiten Mal den Latin Artist Award bei den Kids’ Choice Awards, nachdem sie diesen bereits 2012 gewann. Im September 2014 wurde das dritte Album des Sängers Patricio Arellano veröffentlicht, auf welchem Castillo im Lied Que duermas conmigo zu hören ist. Am 21. Oktober 2014 wurde ihre Doppelrolle als Alma Gallardo und Verónica Saldívar in der Serie Tierra de reyes angekündigt. Auch in der Serie ¿Quién es quién? und dem Theaterstück Tacones enanos, das vom 9. Dezember 2015 bis zum 10. Januar 2016 aufgeführt wurde, bekam sie Rollen.

## Filmografie
- 2010–2011: El fantasma de Elena
- 2011–2013: Grachi
- 2014–2015: Tierra de reyes
- seit 2015: ¿Quién es quién?
- 2024: Sed de venganza

## Diskografie

### Alben
- 2013: Soñar no Cuesta Nada

## Auszeichnungen und Nominierungen
| Jahr | Preis                               | Kategorie                                  | Wirken                                      | Ergebnis  |
| ---- | ----------------------------------- | ------------------------------------------ | ------------------------------------------- | --------- |
| 2005 | USA World Showcase                  | Most Promising – Children Singing Division |                                             | Gewonnen  |
| 2007 | South Miami Middle Community School | Magnet Outstanding Performance             |                                             | Gewonnen  |
| 2008 | Gran Via Award                      | Best Revelation in a Musical               | El diario de Ana Frank – Un canto a la vida | Gewonnen  |
| 2011 | Kids’ Choice Awards Mexiko          | Favorite Character Female in a TV Series   | Grachi                                      | Gewonnen  |
| 2011 | Kids’ Choice Awards Argentinien     | TV Revelation                              | Grachi                                      | Nominiert |
| 2012 | Kids’ Choice Awards                 | Favorite Latin Artist                      | Grachi                                      | Gewonnen  |
| 2012 | Kids’ Choice Awards Mexiko          | Favorite Actress                           | Grachi                                      | Nominiert |
| 2012 | Kids’ Choice Awards Argentinien     | Favorite Actress                           | Grachi                                      | Gewonnen  |
| 2012 | Meus Prêmios Nick                   | Favorite Actress                           | Grachi                                      | Gewonnen  |
| 2012 | Meus Prêmios Nick                   | Favorite TV Character                      | Grachi                                      | Gewonnen  |
| 2013 | Kids’ Choice Awards                 | Favorite Latin Artist                      | Grachi                                      | Gewonnen  |
| 2013 | Kids’ Choice Awards Mexiko          | Lieblingsschauspielerin                    | Grachi                                      | Nominiert |
| 2013 | Kids’ Choice Awards Mexiko          | Favorite Latin Soloist                     |                                             | Nominiert |
| 2013 | Kids’ Choice Awards Argentinien     | Favorite Latin Group or Soloist            |                                             | Gewonnen  |
| 2013 | Premios TKM                         | Sängerin TKM                               |                                             | Nominiert |
| 2013 | Premios TKM                         | CD TKM                                     | Soñar no Cuesta Nada                        | Nominiert |
| 2013 | Premios TKM                         | Song TKM                                   | Esta canción                                | Nominiert |